# Ronnie Ross
Ronnie Ross, geboren als Albert Ronald Ross (Calcutta, 2 oktober 1933 - Londen, 12 december 1991), was een Britse jazzmuzikant (saxofoon, klarinet, fluit). Hij speelde de bekende saxofoonsolo op Walk on the Wildside (1972) van Lou Reed.

## Biografie
Ross verhuisde met zijn Schotse ouders in 1946 naar het Verenigd Koninkrijk en begon zijn carrière als tenorsaxofonist. Hij speelde vervolgens bij Tony Kinsey, Ted Heath en Don Rendell. Later wisselde hij naar de baritonsaxofoon. In 1958 speelde hij tijdens het Newport Jazz Festival en nam vervolgens een plaat op met Gábor Szabó. Samen met de drummer Allan Ganley leidde hij in 1959 de Jazzmakers. In hetzelfde jaar was hij met het Modern Jazz Quartet op een Europese tournee en behoorde hij tot de Anglo-American Herd van Woody Herman. Van 1961 tot 1966 had hij een kwartet met Bill Le Sage en speelde hij in projecten van Maynard Ferguson en Tubby Hayes en in grotere formaties van Hans Koller. Later was hij lid van de Kenny Clarke/Francy Boland Big Band en leidde hij een sextet. Verder ontstonden opnamen met John Dankworth, Friedrich Gulda, Mr. Acker Bilk, CCS, Stan Tracey, Les Brown, Václav Zahradník, Matt Bianco en Clark Terry. In 1985 was hij gastmuzikant bij het album Picture Book van de Britse band Simply Red.